# Ancora in volo
Ancora in volo este un album cover publicat în  anul 1999 de Al Bano. Albumul conține piesa Ancora in volo cu care Al Bano se clasifica pe locul 6 la Festivalul Sanremo 1999. 
Cântecul Cantico este un duet cu soprana Montserrat Caballé. Albumul conține melodii celebre din repertoriul italian  printre care și Caruso a lui Lucio Dalla sau din repertoriul napoletan (Santa Lucia și Funiculì funiculà). În Austria CD-ul a fost publicat cu titlul Il nuovo concerto în 1998. Acest album conține melodia Con te partirò în locul cântecului de la Sanremo. A fost premiat cu un disc de platină.

## Track list
1. Ancora in volo  (Albano Carrisi, Pino Marcucci, Massimo Bizzarri)
2. Senza luce  (Gary Brooker, Keith Reid, Mogol)
3. Nessun dorma  (Giacomo Puccini, Giuseppe Adami, Renato Simoni - Arie din opera Turandot)
4. Lasciati amare  (Max Steiner, Andrea Lo Vecchio)
5. Cantico (duet cu Montserrat Caballé)  (Albano Carrisi, Oscar Avogadro)
6. Santa Lucia  (Teodoro Cottrau)
7. Io che non vivo  (Pino Donaggio, Vito Pallavicini)
8. Aria  (Dario Baldan Bembo, Sergio Bardotti)
9. Caruso  (Lucio Dalla)
10. Funiculì funiculà  (Giuseppe Turco, Luigi Denza)
11. Nel vento  (Max Steiner, M. David, Andrea Lo Vecchio)
12. È la mia vita  (Maurizio Fabrizio, Giuseppe Marino)
13. Siciliana  (Pietro Mascagni, Giovanni Targioni-Tozzetti, Guido Menasci - Arie din opera Cavaleria rusticană)